# Recoleta (Chili)
Recoleta is een gemeente in de Chileense provincie Santiago in de regio Región Metropolitana. Recoleta telde 157.851 inwoners in 2017.
- Virtual International Authority File: 237145857913123020075
- WorldCat: E39PBJrrrk8hKp3QVd8YvBxhpP